# Quintus Ostorius Scapula
Quintus Ostorius Scapula war ein römischer Prätorianerpräfekt um die Zeitenwende.
Scapula war Ritter und Sohn eines Ostorius. Scapula wurde im Jahre 2 v. Chr. zusammen mit Publius Salvius Aper erster Prätorianerpräfekt.
Cassius Dio berichtet darüber hinaus, dass sein Bruder Publius das einflussreiche Amt des praefectus Aegypti (Statthalter von Ägypten) innegehabt hatte. Sein Sohn oder Neffe war Publius Ostorius Scapula, der Statthalter von Britannien werden sollte.